# Sainte-Feyre
Sainte-Feyre település Franciaországban, Creuse megyében. Lakosainak száma 2531 fő (2022. január 1.). Sainte-Feyre Ajain, Glénic, Guéret, Peyrabout, La Saunière, Savennes, Saint-Fiel és Saint-Laurent községekkel határos.

## Népesség
A település népessége az elmúlt években az alábbi módon változott:
| Lakosok száma | 1457 | 1889 | 2250 | 2254 | 2444 | 2488 | 2472 | 2482 | 2493 | 2531 |
|               | 1968 | 1982 | 1990 | 2006 | 2013 | 2015 | 2017 | 2019 | 2020 | 2022 |